# 競獅子
| 専門評論家によるレビュー | 専門評論家によるレビュー |
| レビュー・スコア         | レビュー・スコア         |
| 出典                     | 評価                     |
| ------------------------ | ------------------------ |
| Allmusic                 | [ 1 ]                    |

『競獅子』 (きおいじし, Rampant) は、スコットランドのハードロックバンド、ナザレスによって1974年にリリースされた5枚目のスタジオアルバム。ロジャー・グローヴァーによってプロデュースされた3枚目で最後のLPでもある。

## 収録曲
1. にせ金づくりの詩 (Silver Dollar Forger) Parts 1&2 — 5:36
2. 顔も見たくない (Glad When You're Gone) — 4:17
3. ラヴド・アンド・ロスト (Loved And Lost) — 5:12
4. 上海の札つき野郎 (Shanghai'd in Shanghai) — 3:43
5. ジェット・ラグ (Jet Lag) — 6:43
6. ライト・マイ・ウェイ (Light My Way) — 4:09
7. サンシャイン (Sunshine) — 4:15
8. a) シェイプス・オブ・シングス (Shapes of Things)
b) スペース・サファリ (Space Safari) — 6:21

ダン・マッカファーティー、ピート・アグニュー、マニー・チャールトン、ダレル・スウィートによる作曲。#8-aは、ジム・マッカーティ、キース・レルフ、ポール・サミュエル＝スミスによる。

## 担当

### バンドメンバー
- ダン・マッカファーティー - ヴォーカル、フォトグラフィー
- ピート・アグニュー - ベースギター、ギター、バックグラウンドヴォーカル、ライナーノーツ
- マニー・チャールトン - ギター、プロデューサー、フォトグラフィー
- ダレル・スウィート - ドラム、バックグラウンドヴォーカル、ライナーノーツ、フォトグラフィー

### アディショナル・ミュージシャン
- ヴィッキー・ブラウン、バリー・セント・ジョン、リザ・ストライク - バックグラウンドヴォーカル
- ジョン・ロード - シンセサイザー、ピアノ (#2, #4)

### その他
- ロジャー・グローヴァー - プロデューサー
- リチャード・ロイ - アシスタントマスタリングエンジニア
- レッド・スティール - リヴァイスドノーツ
- ルーイ・オースティン - エンジニア
- マイク・ブラウン - リマスタリング
- ミック・カーペンター - プロジェクトコーディネーター